# Chrysococcyx meyeri
Chrysococcyx meyeri là một loài chim trong họ Cuculidae.